# Quşçu (Daşkəsən)
Quşçu è un comune dell'Azerbaigian situato nel distretto di Daşkəsən. Conta una popolazione di 2 004 abitanti.